# Amoreuxia malvifolia
Amoreuxia malvifolia är en tvåhjärtbladig växtart som beskrevs av Asa Gray. Amoreuxia malvifolia ingår i släktet Amoreuxia och familjen Cochlospermaceae. Inga underarter finns listade i Catalogue of Life.